# Folk-rock
A folk-rock egy a népzene és a rockzene keveredésével létrejött zenei műfaj, mely az 1960-as évek közepén jelent meg az Amerikai Egyesült Államokban és Egyesült Királyságban. Első képviselője a The Byrds amerikai rockegyüttes volt, akik tradicionális népzenét és Bob Dylan-számokat játszottak rock hangszereléssel. Stílusukra erős hatással volt a The Beatles és más brit együttesek.

## Képviselői

### Énekes-dalszerzők
| - Alan Stivell - Alice Peacock - Al Stewart - Bert Jansch - Bill Madden - Bob Dylan - Bruce Cockburn - Cat Stevens - David Blue - Donovan - Eric Andersen - Fred Neil | - Gene Clark - Gerard Jaffrès - Gordon Lightfoot - Jackson Browne - James Blunt - James Taylor - Jeff Buckley - Jim Croce - Joan Armatrading - Joan Baez - John Denver - John Phillips | - John Prine - John Stewart - Johnny Cash - Joni Mitchell - Judee Sill - Judy Collins - Leonard Cohen - Pal Tamas - Paul Siebel - Paul Simon - Peter Case - Phil Ochs | - Ralph McTell - Richard Thompson - Ronnie Lane - Shawn Phillips - Shelagh McDonald - Suzanne Vega - The Roches - Tim Hardin - Tom Rush - Van Morrison - Wizz Jones |

### Zenekarok Amerikában, az 1960-as években
- Bermuda Triangle Band
- Buffalo Springfield
- Creedence Clearwater Revival
- Crosby, Stills & Nash
- Ian and Sylvia
- Peter, Paul & Mary
- Simon & Garfunkel
- The Band
- The Beach Boys
- The Blue Things
- The Byrds
- The Mamas & the Papas
- The Turtles
- We Five

### Más fontos amerikai zenekarok
- Dion DiMucci
- Gene Vincent
- Grateful Dead
- Hot Tuna
- Jefferson Airplane
- Love
- Moby Grape
- Sonny & Cher